# Jorinde Keesmaat
Jorinde Keesmaat is een Nederlandse regisseuse. 

## Loopbaan
Keesmaat studeerde muziektheater aan de Mountview Academy of Theatre Arts in Londen en regie aan de ArtEZ Hogeschool voor de Kunsten. Ze studeerde in 2003 af met een voorstelling bij Vital Theatre in New York.
De eerste jaren na haar afstuderen lag haar focus bij theater en werkte ze onder meer voor Toneelgroep Amsterdam, NTGent en regisseerde ze vrije producties. Sinds 2009 richt Keesmaat zich voornamelijk op de regie van multidisciplinaire klassieke muziekproducties en opera’s. Van 2016 tot en met 2018 was zij tevens Guest Director-in-Residence bij het Center for Contemporary Opera in New York. Met ingang van 2023 is ze stage director in residence bij Muziekgebouw.